# Your Christmas or Mine?
Your Christmas or Mine? é um filme britânico de comédia romântica de Natal de 2022 dirigido por Jim O'Hanlon a partir de um roteiro de Tom Parry. É estrelado por Asa Butterfield e Cora Kirk como um casal que tenta surpreender o outro aparecendo no Natal de sua família antes que a neve os prenda com a família um do outro durante o feriado. Daniel Mays, Angela Griffin, Harriet Walter, David Bradley, Natalie Gumede, Alex Jennings, Lucien Laviscount e Ram John Holder também aparecem em papéis coadjuvantes.
As filmagens de Your Christmas or Mine? ocorreram em agosto de 2021 na área de Londres e Buckinghamshire, incluindo o Pinewood Studios. Lançado em 2 de dezembro de 2022, pela Amazon Prime, a recepção crítica ao filme foi geralmente positiva, embora alguns argumentassem que o filme dependia muito de tropos familiares. Uma sequência, Your Christmas or Mine 2, também baseada em um roteiro de Parry, dirigida por O'Hanlon e ambientada na Áustria, foi lançada em 8 de dezembro de 2023 pela Amazon MGM Studios.

## Trama
O jovem casal de estudantes James Hughes e Hayley Taylor decidem surpreender um ao outro no Natal, apenas para acidentalmente terem que vivenciar o Natal com as famílias um do outro. Hayley acaba com o pai militar sombrio de classe alta de James, Lord Humphrey, Conde de Gloucester, em sua casa de campo. James, por sua vez, acaba com a turbulenta família da classe trabalhadora de Hayley na cidade de Macclesfield, no norte.
Hayley liga para James e ambos insistem um com o outro para manter o relacionamento em segredo, já que ambos não contaram aos pais sobre isso. O pai de James, Humphrey, também tem a impressão de que seu filho está seguindo a tradição da família e está treinando na Royal Military Academy Sandhurst, sem saber que ele havia abandonado secretamente para estudar teatro há muito tempo. Hayley finge ser colega de James, cadete oficial, mas seu disfarce é descoberto rapidamente quando o desconfiado Humphrey faz uma pergunta para atrapalhá-la.
Ambos tentam deixar as casas das famílias de seus respectivos parceiros para ir para as suas próprias, mas todos os trens são cancelados devido às más condições climáticas. Eles falam ao telefone antes de retornarem para as casas um do outro, com Hayley reclamando que James se esqueceu de mencionar sua nobreza.
Como o homem da casa vai ficar fora a manhã toda, Hayley tenta reacender o espírito natalino na mansão decorando-a com enfeites e guirlandas que ela encontra. As coisas dão errado primeiro quando ela acidentalmente solta o cachorro de Humphrey, Peanut, que então é baleado e ferido por Jack, um vizinho idoso, deixando Humphrey chateado. Quando ele vê as decorações, ele fica indignado ao saber que ela as encontrou em um cômodo que era proibido para ela, o escritório de sua falecida esposa Fiona.
Enquanto isso, James tem um dia de spa com as parentes femininas de Hayley até conhecer Steve, que se apresenta como o noivo de Hayley, embora ele se esqueça de mencionar que ele e Hayley terminaram meses atrás, pois ele ainda não havia contado à família dela. Amarrado a fazer jogos de equipe com a família, James é menosprezado e superado por Steve até perder a paciência. Eles brigam, durante a qual ele revela que é o novo namorado de Hayley e que ela escolheu não passar tempo com sua família no Natal deste ano, depois do que ele vai embora com raiva.
James repreende Hayley pelo telefone pelo tratamento que sua família e seu ex lhe deram, bem como por ser forçada a mentir. Hayley sai da mansão e tenta caminhar para casa na neve, mas esquece sua medicação para asma. Humphrey confidencia a Iris que seu comportamento nos últimos quatro anos é devido à falta de Fiona, ao que Iris aponta que Hayley é muito parecida com ela. Acompanhado por Peanut, Humphrey encontra Hayley desmaiada na neve e a salva. O pai de Hayley fica aliviado por ela ter terminado com Steve, de quem ele sempre detestou. Toda a sua família decide levar James para sua família, para que todos se reúnam no Natal. Hayley e James resolvem suas diferenças e se reconciliam, assim como Humphrey e Jack, o último dos quais acaba sendo o pai de Humphrey. Enquanto as duas famílias jantam na casa dos Taylor, Humphrey aprova a decisão de James de buscar o drama.

## Elenco
- Asa Butterfield como Hubert James Hughes
- Cora Kirk como Hayley Taylor
- Daniel Mays como Geoff Taylor, papi de Hayley
- Angela Griffin como Kath Taylor, mãe de Hayley
- Natalie Gumede como Kaye Taylor, tia de Hayley e irmã de Kath
- Harriet Walter como Iris, governanta de James
- David Bradley como Jack, avô de James e pai de Humphrey
- Alex Jennings como Humphrey Hughes, pai de James
- Lucien Laviscount como Steve, um cabo do British Army e ex-noivo de Hayley
- Ram John Holder como Anthony, avô de Hayley e pai de Kath e Kaye
- Mark Heap como Johnson
- June Watson como Nan Gladys, avó de Hayley e mãe de Kath e Kaye
- Aston Wray como Ant, irmão mais novo de Hayley
- Harris Kiiza como Dec, irmão mais novo de Hayley

## Produção
Your Christmas or Mine? marcou o roteiro de estreia do comediante Parry. Produzido por Kate Heggie na Shiny Buttons Productions. As filmagens ocorreram em agosto de 2021, principalmente na área de Londres e Buckinghamshire. Os locais incluíram a Estação Marylebone no distrito londrino de Marylebone, o subúrbio de High Wycombe e o Pinewood Studios em Iver Heath, onde muitas das filmagens internas foram filmadas.
Kris Thykier e Andy Brereton atuaram como produtores executivos do projeto. O diretor Jim O'Hanlon descreveu o roteiro como tendo "calor, humor e honestidade emocional" e creditou a ele a atração do elenco para o projeto. Butterfield também elogiou a escrita de Parry descrevendo ao The Times como "capturou a essência de um Natal familiar louco" e como durante as filmagens "muito disso se desenrolou como uma peça de teatro. Especialmente quando estávamos filmando aquelas cenas em que todos estão correndo e gritando. Todas aquelas piadas e tradições de Natal, que todos nós temos, mas é raro ver isso capturado tão organicamente."

## Música
A trilha sonora do filme Your Christmas or Mine? foi fornecida pelo compositor Paul Saunderson. Além de sua trilha sonora, o filme apresenta versões cover de várias canções populares de Natal, para as quais o Prime Video recrutou vários músicos britânicos, incluindo Sam Ryder, Maisie Peters, Ella Henderson, The Staves, Laura Mvula e Birdy. As músicas foram lançadas como trilha sonora do filme em 11 de novembro de 2022 pela Warner Music.

### Trilha sonora
| N.º | Título                              | Performer(s)        | Duração |  |
| 1.  | "Jingle Bells"                      | Sam Ryder           | 2:48    |  |
| 2.  | "Together This Christmas"           | Maisie Peters       | 3:14    |  |
| 3.  | "Christmas (Baby Please Come Home)" | Ella Henderson      | 2:39    |  |
| 4.  | "Rockin' Around the Christmas Tree" | Priya Ragu          | 2:08    |  |
| 5.  | "I'll Be Home for Christmas"        | Birdy Skinny Living | 2:46    |  |
| 6.  | "What Christmas Means to Me"        | BEKA                | 2:37    |  |
| 7.  | "Purple Snowflakes"                 | Laura Mvula         | 3:10    |  |
| 8.  | "Christmas Wish"                    | The Staves          | 3:23    |  |
| 9.  | "Just a Lonely Christmas"           | Jerub               | 2:25    |  |
| 10. | "Blue Christmas"                    | Gabe Coulter        | 2:09    |  |

## Lançamento
O filme foi lançado no Amazon Prime Video em 2 de dezembro de 2022.

## Recepção
No site agregador de resenhas Rotten Tomatoes, 67% das avaliações de 9 críticos são positivas, com uma classificação média de 5,7/10.
John Serba, do Decider, comentou que o filme "não reinventa a comédia romântica de fim de ano. Nem perto, na verdade. Mas é um passeio perfeitamente amável que gera calor suficiente para justificar uma exibição, e é provavelmente um pouco menos irritante do que a média de um filme de Natal da Hallmark". Da mesma forma, Jayne Nelson, da Radio Times, escreveu que Your Christmas or Mine? "não vai te surpreender com reviravoltas inesperadas na trama, mas contém todos os ingredientes essenciais de um filme de Natal: doses de calor e humor, além do potencial para uma ocasional sacudida de queixo". Ela observou que o "maior trunfo do filme, no entanto, é Cora Kirk, uma presença convincente, carismática e completamente simpática desde sua primeira fala". Simon Brew, do Film Stories, descreveu Your Christmas or Mine? como uma "travessura de Natal confortavelmente familiar", elogiando "um roteiro afiado, performances comprometidas e um casal central enraizável". Ele chamou o resultado de "uma travessura festiva realmente sólida".
Gabriella Geisinger, escrevendo para o Digital Spy, descobriu que Your Christmas or Mine "pode não ter a longevidade de The Holiday ou Love Actually, mas definitivamente preenche um nicho ausente — um filme com viés mais jovem que ainda leva seus personagens e suas vidas internas a sério [...] O que ajuda Your Christmas or Mine a ultrapassar a linha é seu elenco estendido, que desempenha seus papéis com dedicação que quase supera o próprio filme." Filmink chamou Your Christmas or Mine? de "um Natal nada desafiador", mas descobriu que não era "de forma alguma um filme ruim. Competentemente dirigido pelo profissional da televisão, Jim O'Hanlon, você poderia fazer muito pior. Há apelo suficiente, reviravoltas falsas e drama suave para mantê-lo fisgado por 90 minutos. É facilmente digerível e é uma história que nunca ultrapassa o seu bem-vindo. Mas não é o suficiente para justificar uma nova exibição anual, nem é o suficiente para sair da categoria "Está tudo bem". Benjamin Lee descreveu o filme no The Guardian como "um saco de clichês de sitcom banal que acaba parecendo mais uma pantomima cansada", aconselhando "deixar este debaixo da árvore".

## Sequência
Uma sequência, Your Christmas or Mine 2, também baseada em um roteiro de Parry e dirigida por O'Hanlon, foi filmada na Áustria e Londres durante 2023 e lançada em 8 de dezembro de 2023 pela Amazon MGM Studios.